# 遊戲治療
遊戲治療是指一系列利用兒童探索和利用其自然衝動來滿足和響應發展及隨後心理健康需求的方法。 它還用於法醫或心理評估目的，例如當事人年齡太小或受創傷過大，而無法口頭說明他們生活中的不利、虐待或潛在的犯罪情況時。
遊戲治療已被專家廣泛認可為補充兒童個人和人際發展的有效干預措施。遊戲和遊戲治療通常用於六個月以上的兒童，以及青春期後期和青年期的兒童。在與照顧者或治療師建立可信賴關係的背景下，他們透過富有想像力的自我表達過程為自己提供了一種表達體驗和感受的封閉方式。由於兒童和青少年的經驗和知識通常透過遊戲進行交流，因此它是個性和社會（化）發展的重要媒介。
近年來，西半球的遊戲治療師作為健康專業人士的團體，通常是專業培訓機構的成員或附屬機構，並傾向於遵守道德實踐準則。

## 遊戲作為治療
根據讓·皮亞傑 (Jean Piaget) 的說法，“遊戲為孩子提供了生動的、動態的、個性化的語言，對於表達 [孩子] 主觀感受必不可少，而集體語言本身是不夠的。” 遊戲可以幫助孩子培養真正的自我意識和對她/他的先天能力的掌握，從而產生價值感和才能感。 在遊戲過程中，孩子們被驅使去滿足探索和影響環境的基本需求。 遊戲也有助於創造性思維的發展。 遊戲同樣為孩子們提供了一種釋放強烈情緒的方式。 在玩耍的過程中，孩子們可以通過重新設計來體驗具有挑戰性的生活經歷，從而釋放情緒狀態，有可能將每一次經歷重新融入穩定並獲得更大的掌控感。

## 概論
遊戲治療是一種心理治療形式，它使用遊戲作為主要的交流方式，尤其是與兒童和言語能力可能受損的人，以確定和克服心理社會挑戰。 它旨在幫助患者更好地成長和發展、融入社會、減少攻擊性、情緒調節、社交技能發展、同理心和創傷解決。 遊戲治療還有助於感覺運動的發展和應對技巧。

### 診斷工具
遊戲治療也可以用作診斷工具。遊戲治療師會觀察來訪者玩玩具（玩具屋、毛絨玩具、洋娃娃等）的情況，以確定其行為受到干擾的原因。 遊戲的對象和模式，以及與治療師互動的意願，可用於理解治療過程內外行為的基本原理。但是，在使用遊戲療法進行評估和/或診斷時應謹慎。
根據心理動力學的觀點，人們（尤其是兒童）會通過遊戲行為來解決內心的焦慮。根據這種觀點，遊戲治療可以作為一種自我調節機制，只要讓孩子有時間進行“自由遊戲”或“非結構化遊戲”。然而，某些形式的治療背離了幻想遊戲中的非指導性，並在治療過程中引入了不同程度的指導。
例如，遊戲治療的更直接方法的一個例子可能需要使用一種脫敏或重新學習療法，以系統地或通過結構化程度較低的方法來改變令人不安的行為。希望通過象徵性遊戲的語言，這種脫敏可能會發生，作為治療體驗的自然組成部分，並導致積極的治療結果。

## 源起
（兒童）遊戲活動相關證據，出現在許多考古出土文物及歷史文獻記載中。1762年，盧梭在《愛彌兒：論教育》中提出觀察遊戲作為一種理解兒童的方式的重要性。

### 從教育到療法
在19世紀，歐洲教育家開始將游戲視為兒童教育的一個組成部分；其中包括弗里德里希·福祿貝爾、魯道夫·施泰納、瑪麗亞·蒙特梭利、L. S. Vygotsky、瑪格麗特·洛文菲爾德（Margaret Lowenfeld）和漢斯·祖利格（Hans Zulliger）等。
Hermine Hug-Hellmuth 透過為孩子提供玩具來表達自己並觀察遊戲來分析孩子，從而將游戲正式化為治療方法。 1919年，梅蘭妮·克萊恩 (Melanie Klein) 開始使用遊戲作為分析6歲以下兒童的一種手段；她認為兒童的遊戲本質上與成人的自由聯想相同，因此，它提供了進入兒童無意識的途徑。 安娜·佛洛伊德使用遊戲作為一種手段來促進對治療師的依戀，並據稱可以藉之理解兒童的心理。

## 模型
遊戲治療可以分為兩種基本類型：非指導性和指導性。非指導性遊戲療法是一種非侵入性的方法，鼓勵兒童玩耍，期望這會減輕他們的看護者和其他成年人認為的問題。它通常被歸類為心理動力學療法。相比之下，定向遊戲治療是一種方法，當兒童通過遊戲克服情緒和行為困難時，治療師會提供更多的結構和指導。它通常包含行為成分，並且該過程包括治療師的更多提示。 兩種類型的遊戲治療都至少得到了一些經驗支持。 與對照組相比，遊戲治療治療組平均提高了 0.8 個標準差。
1930年代初，Jessie Taft (1933年) 和 Frederick H. Allen (1934年) 開發了一種他們稱之為關係治療的方法。 主要強調治療師和孩子之間的情感關係。重點放在孩子選擇的自由和力量上。
兒童治療師 Virginia Axline 將 Carl Rogers 提出的概念等應用於兒童。Rogers 探索了治療師關係的工作，並開發了非指導性治療，後來稱為個人中心治療。 Axline 在她的文章〈透過遊戲體驗進入孩子的世界〉（英語原標題：Entering the child's world via play experiences）中總結了她的遊戲治療概念，並指出：“遊戲體驗是治療性的，因為它提供了兒童與成人之間的安全關係，讓孩子擁有自由和以他自己的方式陳述自己的空間，完全按照他當時的方式和時間”。 Axline 還寫了 Dibs in Search of Self，於其中描述一年時間裡的一系列遊戲治療課程。

### 非指導性遊戲治療
非指導性遊戲治療，可能包括兒童心理治療和非結構化遊戲治療。它的理念是，如果有機會在適當的治療條件下自由說話和玩耍，將幫助陷入困境的兒童和年輕人解決他們的困難。非指導性遊戲治療通常被認為主要是非侵入性的。 非指導性遊戲療法的標誌是它除了框架之外的限制最小，因此可以在任何年齡使用。 Virginia Axline 於 1946 年將卡爾·羅傑斯的理論應用於兒童療法，並被廣泛認為是這種療法的創始人。 此後建立了屬於非指導性遊戲治療領域的不同技術，包括傳統的沙盤遊戲治療、使用提供的玩具進行遊戲治療以及 Winnicott 的 Squiggle 和 Spatula 遊戲。
在兒童非指導性遊戲治療中使用玩具是兒童心理治療師和遊戲治療師使用的一種方法。這些方法源自安娜·佛洛伊德的理論取向中使用玩具的方式。 這種方法背後的想法是，與通過語言表達他們的感受相比，孩子們將能夠通過玩玩具更好地表達他們對自己和環境的感受。通過這種體驗，孩子們可能能夠獲得宣洩，在情緒中獲得更多的穩定性和樂趣，並測試自己的現實。 治療期間使用的流行玩具是動物、洋娃娃、手偶、毛絨玩具、蠟筆和汽車。治療師認為這些物品更有可能開啟富有想像力的遊戲或創造性的聯想，這兩者在表達中都很重要。

#### 沙遊
使用一盤沙子和微型人物進行遊戲治療歸功於 Margaret Lowenfeld 博士，她是一位對兒童心理學感興趣的兒科醫生，她於 1929 年開創了她的“世界技術”，取材於作家 HG Wells 和他於 1911 年出版的地板遊戲。 Dora Kalff 與她一起學習，並將她的世界技巧與卡爾·榮格的集體無意識思想相結合，並獲得 Lowenfeld 的許可，將她的作品版本命名為“沙盤遊戲”。 與傳統的非指導性遊戲療法一樣，研究表明，允許個人在沙盤 (22.5" x 28.5") 的封閉空間中自由地玩沙子和隨附的物體可以促進癒合過程，因為無意識在沙子並影響沙子玩家。當客戶在沙盤中創造“場景”時，幾乎沒有提供任何指導，治療師在此過程中很少或不提供任何談話。該協議強調保持 Kalff 所說的“自由和受保護的空間”的重要性，以允許無意識以像徵性的非語言遊戲來表達自己。完成一個托盤後，來訪者可能會也可能不會選擇談論他或她的創作，治療師可以在不使用指令和不接觸沙盤的情況下提供不包括解釋的支持性回應。基本原理是治療師信任並尊重這個過程，允許托盤中的圖像不受干擾地發揮影響。
沙盤療法可以在家庭治療期間使用。沙盤邊界所帶來的限制可以作為對邊界區分成為問題的家庭的物理和象徵性限制。同樣，當一個家庭一起在沙盤上工作時，治療師可能會進行一些觀察，例如不健康的聯盟，誰與誰一起工作，選擇哪些對象併入沙盤，以及誰選擇哪些對象。治療師可能會評估這些選擇並進行干預，以指導形成更健康的關係。

### 電子遊戲應用
近年來，電子遊戲的盛行和流行創造了大量以它們為中心的心理學研究。雖然大部分研究都涉及電子遊戲暴力和成癮，但西方的一些心理健康從業者開始對將此類游戲作為治療工具感興趣。根據定義，這些是“指令”工具，因為它們在內部由算法管理。自從電子媒體被引入流行的西方文化以來，遊戲的本質已經變得“越來越複雜、多樣化、現實和社交”。 電子遊戲和傳統遊戲之間的共性（例如提供一個安全的空間來處理強烈的情緒）推斷出類似的好處。電子遊戲分為兩類：“嚴肅”遊戲，或專門為健康或學習原因開發的遊戲，以及“現成”遊戲，或沒有臨床重點的遊戲可被重新運用於臨床環境。 臨床醫生使用電子遊戲是一種新的做法，隨著這種做法變得更加主流，可能會出現未知的風險和效益。
生物反饋（有時稱為應用心理生理反饋）媒體更適合治療一系列焦慮症。生物反饋工具能夠測量心率、皮膚水分、血流量和大腦活動，以確定壓力水平，目的是教授壓力管理和放鬆技巧。使用這種設備的電子遊戲的開發還處於起步階段，因此市場上的遊戲很少。 The Journey to Wild Divine 的開發者聲稱他們的產品是一個工具，而不是一個遊戲，儘管這三個部分包含許多遊戲元素。相反，Freeze Framer 的設計讓人聯想到 Atari 系統。 Freeze Framer 的 2.0 模型中包含三個簡單的遊戲，使用心理生理反饋作為控制器。 兩種軟件的有效性都使參與者的抑鬱水平發生了顯著變化。 一種最初設計用於幫助緩解焦慮症狀的生物反饋遊戲，Relax to Win，同樣被發現具有更廣泛的治療應用。 NASA 為衡量飛行員的注意力而開發的擴展注意力跨度訓練 (EAST) 被改造為多動症輔助工具。在玩 PlayStation 上提供的商業視頻遊戲期間，參與者的腦電波受到監控，隨著參與者注意力的減弱，遊戲的難度會增加。這種治療的功效可與傳統的多動症干預相媲美。
一些純在線或手機遊戲（Re-Mission、Personal Investigator、Treasure Hunt 和 Play Attention）被特別指出可用於緩解焦慮和情緒以外的疾病。 Re-Mission 2 特別針對兒童，該遊戲的設計充分考慮了當今西方青年沈浸在數字媒體中的知識。 用於焦慮、抑鬱、放鬆和其他心理健康領域的移動應用程序可在 Android Play 商店和 Apple App Store 中輕鬆獲得。 筆記本電腦、手機和平板電腦的激增意味著人們可以隨時隨地訪問這些應用程序。其中許多是低成本甚至免費的，並且遊戲不需要復雜即可受益。玩三分鐘的俄羅斯方塊遊戲有可能抑制一些渴望，更長的遊戲時間可以減少創傷後應激障礙的病理性重現（閃回）症狀，一項初步研究發現，俄羅斯方塊或糖果粉碎之類的視覺空間遊戲，當在創傷性事件後密切播放，可以用作“治療性疫苗”，以防止未來的病理性重現（閃回）症狀。

## 外部連結
- Play Therapy United Kingdom - About Play Therapy （页面存档备份，存于）
- British Association for Play Therapy - What is Play Therapy
- Association for Play Therapy (USA) - About Play Therapy
- Play Therapy Northern Territory (Australia) - What is Play Therapy?
- 台灣遊戲治療學會 -  遊戲治療是什麼 ? （页面存档备份，存于）
- 日本遊戲療法學會 （页面存档备份，存于）
- （中文）財團法人呂旭立紀念文教基金會附設心徑諮商中心